# Kobakî, Cosău
Kobakî (în ucraineană Кобаки) este o comună în raionul Cosău, regiunea Ivano-Frankivsk, Ucraina, formată numai din satul de reședință.

## Demografie
Componența lingvistică a comunei Kobakî
     Ucraineană (98,94%)
     Alte limbi (0,76%)
Conform recensământului din 2001, majoritatea populației comunei Kobakî era vorbitoare de ucraineană (98,94%), existând în minoritate și vorbitori de alte limbi.